# Boboci, Prahova
Boboci este un sat în comuna Jugureni din județul Prahova, Muntenia, România.
Așezarea este atestată documentar din 1510 ca siliște și din 1571 ca sat.
Boboci este o veche stațiune balneară, înființată în 1825, fiind prima stațiune balneară din Țara Românească, pe pământurile lui I. Crăciunescu, care și-a lăsat întreaga avere prin testament pentru finanțarea unei școli secundare în Mizil. În 1828, stațiunea a devenit cunoscută datorită unei vizite a domnitorului Grigore al IV-lea Ghica. Pe timpul ocupației rusești a Țării Românești, armata rusă a utilizat băile pentru îngrijirea răniților din Războiul Crimeei, și stațiunea a înflorit până prin 1866, când autoritățile locale din Mizil au abandonat-o. La sfârșitul secolului al XIX-lea, era o parte a satului Valea Scheilor din comuna Tohani, județul Buzău; autoritățile comunei au construit în 1886 un hotel și au încercat revigorarea stațiunii. În 1968 a trecut la județul Prahova, fiind arondată comunei Jugureni, ca sat separat.